# Catalansk Wikipedia
Catalansk Wikipedia (catalansk: Viquipèdia en català,  dansk: den katalansksprogede Wikipedia) er den katalansksprogede  version af det verdensomspændende encyklopædi-projekt Wikipedia. Den catalansksprogede udgave af wikipedia blev lanceret 11. maj 2001 og åbnede nogle minuter efter Wikipedia på tysk. 11. marts 2016 havde den catalansksprogede udgave af wikipedia 500.000 artikler, og var den 17. største sprogudgave. I november 2016 er den catalansksprogede udgave at wikipedia den 17. største udgave af Wikipedia.
Pr. lørdag den 29. marts 2025 har den katalansksprogede Wikipedia 771.338 artikler, 1.196 aktive bidragydere og 26 administratorer.
Wikipediaudgaven på catalansk indeholder artikler på flere forskellige dialekter, inklusive valenciansk og balearisk. Catalansk Wikipedia er den næststørste Wikipediaversion på spanske sprog fra den Iberiske halvø, efter den spansksprogede Wikipedia, der har 2.021.292 artikler, men før versionerne på baskisk (458.617 artikler) og galicisk (220.140 artikler). Forskellige offentlige myndigheder i Catalonien har støttet udviklingen af en Wikipedia på regionens sprog.